# Німецька кірха в Терсянці
Німецька кірха в Терсянці — одна з небагатьох німецьких будівель, що збереглися до нашого часу в селі Терсянка Новомиколаївського району Запорізької області.
Будівлю називають кірхою або німецьким костьолом, нині це сільський будинкок культури. 

## Історія споруди
У другій половині XVII ст. починається процес приєднання до Росії південно-українських земель, пов'язаний її бажанням отримати вихід до Чорного та Азовського морів та закріпити свої південні кордони. В результаті російсько-турецькох воєн 1768—1774 та 1787—1791 рр. Росія контролювала великий простір. Нова історична область Імперії отримала нову назву Новоросія. У 1802 році Новоросійська губернія була розділена на: Миколаївську, Херсонську, Катеринославську, Таврійську. На території Катеринославської губернії знаходиться теперішній Новомиколаївський район. Нові території являли собою степи з дуже малочисельними, в основному українськими поселеннями. Для їх заселення необхідний був притік населення ззовні. І 4 грудня 1762 року уряд Катерини II видав Маніфест із закликом іноземців оселитися у Росії.
У Новомиколаївському районі перші німецькі поселення з'явилися на початку XIX століття. Пізніше Законодавство 1804 року «Про прийом й заселення іноземних колоністів» (рос. О приёме й водворении иностранных колонистов) уже робило наголос на переселенні лише тих, хто був заможним господарем, тобто міг служити прикладом для місцевих землевласників у веденні господарства. А прийнятий в 1842 році Статут про колонії давав можливість переселенцям придбати додаткові землі, майно, переходити в інші звання. Після прийняття Статуту граф Конкрин придбав землі біля Пришибу. Царський указ про земства дав можливість німцям створити свій район, який називався Конкринівським. Засновником колонії можна вважати міністра фінансів Російської імперії Єгора (Георга) Канкрина. У тих місцях йому не довелося бувати, але гроші за придніпровські землі він заплатив. Розпоряджалися дорогим придбанням сини графа Олександр, Віктор і Оскар.
Статут реєстрації євангельсько-лютеранської громади дав змогу встановити, що у 1890 році була друга хвиля переселення колоністів на вказані землі. У громаді налічувалося 3000 осіб віком від 18 років, бо віросповідання дозволяло вступити до громади лише після 18 років. Поселилися колоністи на землях, придбаних у місцевого землевласника Устюка. На придбаних землях вони облаштовували своє дворище, на яке виділялося 1/2 га землі : 1 га під город, 1/4 га для саду і 1/4 га для висаджування лісу. У садах висаджували груші, сливи, яблуні, ліщину, кущі смородини, аґрус. Всі будівлі, в основному будувалися з цегли, бо такими були умови для переселенців: будувати своє житло за типом будівель на батьківщині.
Мирне Поле (Терсянка) розташовувалося прямо в центрі Конкринівській колонії. У Конкринівській колонії жили в хуторах багаті поміщики, і Мирне Поле стало церковним селом на 60 км в окрузі. Згодом тут виникла церква святих Петра і Павла. Одна на навколишніх 18 сіл.
У Мирному Полі була школа з інтернатом. Тому вирішено було будувати церкву. Після усного обговорення громада спочатку вирішила вибрати проект простої, маленької будови, на будівництво якої влада дасть дозвіл. Проте цей проект був відхилений і громада вирішила, що церква повинна бути великою. Місцева влада з цим погодилися. Церква будувалася на пожертвування селян і поміщиків. Крім того, надійшли колективні гроші, були й подарунки членів громади в готівці чи у формі обладнання для церкви: органу, кафедри, люстр, прикрас для вікон і вівтаря, це був великий внесок у справу. Після того як було виконано половину роботи, очолювати комісію по будівництву доручили архітектору Туровцю. До складу комісії входили місцевий пастор Фрідріх Гаман, староста Шнайдер, поміщик Мюллер, Яків Шмідт, та інші. За порадою архітектора Туровця при будівництві були застосовані залізобетонні конструкції. І лише завдяки цьому вийшла елегантна споруда з особливо міцним, чудово орнаментованим бетонним ребром і розкішним склепінням. Незважаючи на дорожнечу, для фундаменту і ступенів був використаний граніт. У поєднанні зі світло-червоною цеглою це прикрасило всю будову. До того ж цей матеріал був стійким і не вимагав ніякого ремонту. Всі віконні рами були з заліза, виготовлені і доставлені з Катеринослава (нині м. Дніпропетровськ). Так в Мирному Полі з'явилася нова церква. Це був великий «корабель» у 22 сажені довжини і 10 саженів шириною, з високим арочним склепінням, стягнутим у просторі і який освітлювався шістнадцятьма вікнами. Ряди рожево-мармурових бетонних колон тяглися зправа і зліва через всю церкву. Дві просторові зали, через органну залу, з'єднані були між собою. Вівтар через свою темно-блакитку основу був затемненим. І лише через чудове кольорове скло вікон падало світло в середину. Третина вівтаря була у вирізьблених фігурах Євангелія. Прекрасна картина вівтаря вражала віруючих. Орган фірми «Бах і Шунт» доставили з Штунтгарда. Він мав 20 дзвінких голосів, 2 клавішні, 2 трансмісії і багато іншого. Орган мав чудовий зовнішній вигляд, коштував 5000 рублів, пожертвуваний панами Штерлінгом і Шмідтом.
5 червня 1911 року відбулося урочисте відкриття нової церкви, яке стало великою подією для конкринівских сіл. Історія зберегла враження очевидця, присутнього на відкритті Свято-Петропавлівського храму в Мирному Полі: 
|  | Вранці 5 червня 1911 року на всіх дорогах, що ведуть до села, вирувало життя. Котилися візки шевців, високі елегантні фаетони, пошарпані авто, прибували численні екіпажі. І маса людей все щільніше оточувала церкву і будинок пастора Фрідріха Гамана. Під звуки канкринівського духовного хору люди незабаром стали заповнювати велике, на 1200 місць, церковне приміщення. І вже неможливо було втиснутися навіть в проходи. Величний переспів дзвонів полився з дзвіниці в церковні зали. І це море звуків разом з радістю присутніх передалося принишклим небесам. |

На будівництво церкви було витрачено 90.618 рублів. Церква вийшла велика, світла, прекрасна, до того ж чудово побудована і обладнана. На дзвіниці було 3 дзвони — один великий з колотушкою, яка повинна була ударяти, і два малих, які висіли вільно. Їх гучний дзвін можна було чути далеко в степу, коли вони скликали прихожан на молитву. Церква мала кімнату для обідні, два житлові приміщення й кухню. Згодом навколо церкви посадили два ряди тополь. Будинок пастора знаходився біля церкви, мав великий сад і парк з двома десятинами землі.
Церква діяла до осені 1934 року. Після того як останній пастор був заарештований і розстріляний, в приміщенні церкви влаштували кінотеатр. Інтер'єр споруди переобладнали під кінозал, звели сцену, облаштували фоє та підсобні кімнати. Зовні ж споруда має той же вигляд лютеранського храму.